# راي أفيري (رجل أعمال)
راي أفيري (بالإنجليزية: Ray Avery)‏ هو شخصية أعمال ومخترِع وعالم نيوزيلندي، ولد في 1947.
وهو رئيس مؤسسة ميديسين مونديال وهي وكالة تنمية مستقلة تركز في نشاطها على تحسين حياة فقراء العالم من خلال تطوير المنتجات والتقنيات التي لها تطبيقات في الدول النامية والدول المتقدمة.
ومن مشروعاتها:
العدسات المنزرعة داخل العين
ما بين 1993 و1997، قام راي أفري بتصميم وتشغيل مختبرين متطورين للعدسات المنزرعة داخل العين في أريتريا ونيبال.
يوفر هذان المختبران الآن 10% من إمدادات السوق العالمية من العدسات المنزرعة داخل العين وبالإضافة إلى جهود مصنعي العدسات الآخرين، انخفض سعر العدسات من أكثر من 300 دولار أمريكي في عام 1992 إلى حوالي 6 دولارات أمريكية في الوقت الحاضر. ونتيجة لذلك، أصبحت جراحة الساد (أو المياه البيضاء) متاحة الآن لأفقر الفقراء حول العالم.
جهاز أكيوست (الجهاز الإبري) لضبط التدفق الوريدي
أكيوست هو جهاز صغير مصمم للتحكم في تدفق الأدوية من خلال التقطير عبر الوريد.
وبخلاف جهاز الملقط الأسطواني الذي يُستخدم بشكل شائع في دول العالم النامية، يتميز الأكيوست بأنه سهل الاستخدام حتى بواسطة الجراحين غير المدربين. فهذا الجهاز يتيح إمكانية ضبط معدلات التدفق والتحكم فيها بشكل دقيق مما يؤدي إلى الحد من الأضرار العارضة، وفي بعض الحالات الوفاة، الناجمة عن جرعات الدواء الخاطئة.
وفي عام 2008، تم ترشيح جهاز أكيوست للأدوار النهائية في جوائز مسابقة ساتشي وساتشي التي يتم منحها لأفكار غيرت العالم
تغذية الرضع
قامت المؤسسة بتطوير مجموعة من المنتجات الغذائية لعلاج الجفاف وسوء التغذية بالبروتين والطاقة. وقد صممت هذه المنتجات لمكافحة الإسهالالحاد الذي يعد السبب الرئيسي لموت الرضع تحت عمر السنتين في دول العالم النامية.